# Сучава (жудец)
Жуде́ц Суча́ва (рум. Județul Suceava) — румынский жудец в регионе под названием Южная Буковина.

## Население
Согласно переписи 2002 года, население составило 688 435 человек, средняя плотность — 80,5 чел./км².
- Румыны — 96,3 %[2]
- Рома (цыгане) — 1,33 %
- Украинцы — 1,2 %
- Поляки, словаки и другие.

## Административное деление
В жудеце находятся 5 муниципий, 11 городов и 96 коммун.

### Муниципии
- Сучава (Suceava)
- Фэлтичени (Fălticeni)
- Рэдэуци (Rădăuți)
- Кымпулунг-Молдовенеск (Câmpulung Moldovenesc)
- Ватра-Дорней (Vatra Dornei)

### Города
- Броштени (Broșteni)
- Кажвана (Cajvana)
- Долхаска (Dolhasca)
- Фрасин (Frasin)
- Гура-Хуморулуй (Gura Humorului)
- Литени (Liteni)
- Милишэуци (Milișăuți)
- Салча (Salcea)
- Сирет (Siret)
- Солка (Solca)
- Викову-де-Сус (Vicovu de Sus)

### Коммуны
- Байя (Baia)
- Дрэгушени
- Солонецу Ноу (Solonețu Nou)